# Ernst Tschirch
Ernst Leberecht Tschirch (* 3. Juli 1819 in Lichtenau, Landkreis Lauban; † 26. Dezember 1854 in Berlin) war ein deutscher Komponist und Dirigent.
Tschirch war von 1849 bis 1851 Kapellmeister des neuen Stadttheaters in Stettin. Er schrieb mehrere Opern, von denen keine zur Aufführung gelangte. Sein Nachlass wird in der Staatsbibliothek zu Berlin verwahrt.
Vier Brüder, darunter Wilhelm und Rudolf waren ebenfalls Komponisten.

## Werke
- Der fliegende Holländer, Oper nach Richard Wagners Text
- verschiedene Ouvertüren, Kantaten und Lieder